# ميخائيل بروف
ميخائيل بروف (بالإنجليزية: Michael Brough)‏ هو لاعب كرة قدم بريطاني، ولد في 1 أغسطس 1981 في نوتنغهام في المملكة المتحدة.

## مشاركاته
شارك مع منتخب ويلز تحت 21 سنة لكرة القدم. أما مع النوادي، فقد لعب مع دارلينجتون إف سى وستيفيناغ بوروه وفوريست غرين ونادي توركي يونايتد ونادي مانسفيلد تاون ونادي هاروجيت تاون ونوتس كاونتي.

## وصلات خارجية
- ميخائيل بروف على موقع قاعدة بيانات كرة القدم.إي يو (الإنجليزية)
- ميخائيل بروف على موقع Soccerbase.com (لاعب) (الإنجليزية)